# Kopfing im Innkreis
Kopfing im Innkreis település Ausztriában, Felső-Ausztria tartományban, a Schärdingi járásban, területe 33,34 km².

## Fekvése
Tengerszint feletti magassága 547 méter. Kopfing im Innkreis Sankt Roman, Engelhartszell, Sankt Aegidi, Natternbach, Enzenkirchen, Diersbach és Münzkirchen településekkel határos.

## Népesség
Lakosainak száma 2008 fő (2018. január 1.).